# Brezolles
Brezolles é uma comuna francesa na região administrativa do Centro, no departamento Eure-et-Loir. Estende-se por uma área de 14,24 km². Em 2010 a comuna tinha 1 860 habitantes (densidade: 130,6 hab./km²).